# 唐鹤恬
唐鹤恬（1975年1月5日—），原名唐永淑，前中国女子羽毛球运动员，曾與秦藝源合作奪得1996年亞特蘭大奧運女雙銅牌。從國家隊退役後移居澳大利亚，曾以Rosy Tang的名字代表澳大利亚參加羽毛球的國際比賽。
1997年更名为唐鹤恬，1998年8月正式公开使用新名

## 簡歷

### 退役生活
1999年，唐鹤恬从中国国家羽毛球队退役，后与国家队队友起結婚。其後，一家人移民到澳大利亚，並在墨尔本开了一间羽毛球学校，专门教小孩子打球。唐鹤恬和于起的女兒亞和兒子亚贝代表澳大利亞參加羽毛球國際賽。

### 復出
2010年，唐鹤恬收到澳大利亚羽毛球协会邀请复出，助澳大利亚參加德里舉行的英联邦运动会羽毛球比賽，并在女双项目赢得一枚铜牌，这是澳大利亚12年来首面羽毛球奖牌；同年，她又代表澳洲参加尤伯杯。然而，唐鹤恬的身份主要还是家庭主妇，兼职业余球员，水平已经跟不上当年的水平。

## 主要比賽成績
只列出曾進入準決賽的國際賽事成績：
| 年份   | 賽事                 | 公開賽級別 | 項目     | 拍檔         | 成績   |
| ------ | -------------------- | ---------- | -------- | ------------ | ------ |
| 2009年 | 澳洲羽毛球大獎賽     | 大獎賽     | 女子雙打 | 黃嘉琪       | 冠軍   |
| 2010年 | 澳洲羽毛球大獎賽     | 大獎賽     | 混合雙打 | Ben Mccarthy | 準決賽 |
| 2013年 | 威爾斯羽毛球國際賽   | 國際挑戰賽 | 女子雙打 | 雷努加·韦兰  | 冠軍   |
| 2013年 | 意大利羽毛球國際賽   | 國際挑戰賽 | 女子雙打 | 雷努加·韦兰  | 亞軍   |
| 2014年 | 大洋洲羽毛球錦標賽   | 其他       | 混合團體 | －           | 冠軍   |
| 2014年 | 大洋洲羽毛球錦標賽   | 其他       | 女子雙打 | 雷努加·韦兰  | 準決賽 |
| 2014年 | 紐西蘭羽毛球大獎賽   | 大獎賽     | 女子雙打 | 雷努加·韦兰  | 冠軍   |
| 2014年 | 斯里蘭卡羽毛球國際賽 | 國際挑戰賽 | 女子雙打 | 雷努加·韦兰  | 準決賽 |

| 2007-2017年 | 首要超級賽 | 超級賽 | 黃金大獎賽 | 大獎賽 | 國際挑戰賽 | 國際系列賽 | 未來系列賽 | 其他 |

### 奧運會和世錦賽參賽紀錄
|          | 搭檔        | 2010 |
| -------- | ----------- | ---- |
| 女子雙打 | 雷努加·韦兰 | 32強 |